# Xosé Barato
Xosé Barato, pseudonimo di José Luis López Roca (Guitiriz, 30 marzo 1979), è un attore e conduttore televisivo spagnolo.

## Biografia
Xosé Barato, attore e conduttore spagnolo che vanta una grande esperienza in televisione, al cinema, a teatro, due volte vincitore del Premio Mestre Mateo proprio per le sue esperienze di conduzione televisiva. I suoi primi passi hanno avuto inizio a teatro in cui ha rappresentato un gran numero di produzioni, la maggior parte dei quali in Galizia. Ha debuttato nel 1994 con lo spettacolo "esercizi di stile One", che è stato seguito da "Yellow Moliere" e "The extra".Altre opere che hanno visto protagonista Xosé sul palcoscenico sono "Miles Gloriosus", "Elettra", "Ognuno nel suo corpo" o "O Segredo due Hoffman", tra molti altri.
Nel film ha debuttato nel 1999, protagonista di un cortometraggio di Afonso R. Molare dal titolo "Neken". La sua filmografia è considerevole, essendo praticamente tutti i suoi film in galiziano.
Sul piccolo schermo, debutta nel 2005, nella televisione galiziana con la sit-com 4° sen ascensor. Successivamente è stato coinvolto in una grande quantità di serie. Alcune con ascolti molto alti. La sua partecipazione in esse ne hanno fatto un volto molto familiare per i galiziani. A partire dal 2011 ha continuato ad avere una grande popolarità in tutto il paese ed anche in Italia, entrando nella serie "El secreto de Puente Viejo", in cui interpreta il dottor Alberto Guerra.
Ha anche lavorato come presentatore nella tv galiziana in programmi come "Historias de Galicia" e "A miña famosa familia".
Attore, presentatore, personaggio eclettico e versatile che si presta a interpretare ruoli che vanno dal drammatico al comico sia sul palcoscenico che dietro la macchina da presa.
Nella vita privata è legato sentimentalmente all'attrice di teatro Rocío González.
Oltre alla passione per il calcio anche quella per la pallacanestro di cui è il titolare della maglia N.6 nella squadra XL MILLADOIRO.

## Filmografia

### Cinema
- Hai que botalos (2005) di Margarita Ledo, Emilio McGregor, Carlos Alberto Alonso Iglesias, Jorge Bouza, Quique Otero, José Antonio Perozo y Álex Sampayo.
- A la de tres (2007), di Roberto Lolo
- Septembro (2008), di José Manuel Bazarra Camino.
- 18 Comidas (2010),  regia di Jorge Coira.
- Retornos (2010), regia di Avilés Baquero.
- Doentes (2011), regia di Gustavo Balza.
- Concepción Arenal, a visitadora de cárceres (2012), regia di Laura Mañá
- El Desconocido (2013), regia di Dani De La torre
- Beatriz - Entre a Dor e o Nada (2013), regia di Alberto Graça

### Cortometraggi
- Neken (1999), regia di Afonso R. Molares.
- Bos días (2006), regia di Dani de la Torre.
- Cadea perpetua, (2007), regia di Christopher Jiménez.
- O Hospital (2007), regia di Iván Seoane.
- Ribadeo. 1936 (2007), regia di Jairo Iglesias.
- Trazos (2007), regia di Simón Casal.
- Canción sen emoción (2008), regia di David Pardo García.
- Houston (2008), regia di Jorge Saavedra Mancebo.
- Campás (2009), regia di Jairo Iglesias.
- As Damas Negras (2010) regia di Sonia Mendez
- O mundo é un billete (2012) regia di Adriana P. Villanueva
- Anacos, regia di Xacio Baño(2012)
- "Pepi, ¿has limpiado bien la plata? (2013), regia di Blanca Ramos
- 3-1=0 (2013), regia di Juan Galiñanes

### Televisione
- 4º sen ascensor (2005).
- As leis de Celavella, 1 episodio.
- A vida por diante (2006).
- A Mariñeira (2007).
- Terra de Miranda (2007), 1 episodio.
- Os Atlánticos (2008-2009). nella parte di Xurxo
- Padre Casares (2009), 1 episodio.
- Matalobos (2009-2010). nella parte di Pedro Beira Martínez.
- Mar Libre (2011), miniserie para TV y largometraje de Dani de la Torre como el intendente Marcos.
- El secreto de Puente Viejo (2011). Nella parte del Dottor Alberto Guerra.
- Escoba! (2013), 3 puntate
- AngelicaYRoberta (2013), 1 puntata
- Luci (2013), 1 episodio
- A casa da Conexa (2013), 2 episodi
- Serramoura (2014) fiction TVG
- Códice (2014) Miniserie di Jorge Cassinello
- Hospital Real (2015) di Jorge Cassinello

### Presentatore
- Historias de Galicia (2007).
- A miña famosa familia (2009).

### Teatro
- Exercicios de estilo (1994).
- Amarillo Moliere (1995).
- Los figurantes (1996).
- Miles Gloriosus (1998).
- Maenechmi (1999).
- Electra (2000).
- Cada uno en su cuerpo (2002).
- Cineclú (2003).
- O segredo dos Hoffman (2009).